# Prix de la BD du Point
Le prix de la BD du Point est une récompense culturelle française annuelle, décernée à une bande dessinée, depuis 2004 par le magazine hebdomadaire français Le Point. À partir de 2015, en hommage à Georges Wolinski, le prix est renommé « prix Wolinski de la BD du Point ».

## Histoire
Le prix est remis de 2004 à 2007 lors de la Foire du livre de Brive. À partir de 2008, il est remis lors du festival Quai des Bulles de Saint-Malo.
Après l'attentat contre Charlie Hebdo en janvier 2015, au cours duquel Georges Wolinski est assassiné, le prix prend le nom de « prix Wolinski de la BD du Point » en hommage à ce dernier et en accord avec son épouse, Maryse Wolinski qui remet le premier prix en 2015.

## Lauréats
| Année | Auteur                                | Œuvre primée                                                | Éditeur      |
| ----- | ------------------------------------- | ----------------------------------------------------------- | ------------ |
| 2004  | Riad Sattouf                          | Les Pauvres Aventures de Jérémie, t. 2 : Le Pays de la soif | Dargaud      |
| 2005  | Nicolas de Crécy                      | Salvatore, tome 1 : Transports amoureux                     | Dupuis       |
| 2006  | Pascal Rabaté                         | Les Petits Ruisseaux                                        | Futuropolis  |
| 2007  | Marguerite Abouet et Clément Oubrerie | Aya de Yopougon, tome 3                                     | Gallimard    |
| 2008  | Mezzo et Michel Pirus                 | Le Roi des mouches, tome 2 : L'Origine du monde             | Drugstore    |
| 2009  | Martin Veyron                         | Blessure d'amour-propre                                     | Dargaud      |
| 2010  | Lucie Durbiano                        | Lo                                                          | Gallimard    |
| 2011  | Cyril Pedrosa                         | Portugal                                                    | Dupuis       |
| 2012  | Frederik Peeters                      | Aâma                                                        | Gallimard    |
| 2013  | Brüno et Fabien Nury                  | Tyler Cross                                                 | Dargaud      |
| 2014  | Jean Harambat                         | Ulysse. Les chants du retour                                | Actes Sud    |
| 2015  | Zep                                   | What a Wonderful World                                      | Delcourt     |
| 2016  | Catherine Meurisse                    | La Légèreté                                                 | Dargaud      |
| 2017  | Blutch                                | Variations                                                  | Dargaud      |
| 2018  | Bastien Vivès                         | Le Chemisier                                                | Casterman    |
| 2019  | Jean-Marc Rochette                    | Le Loup                                                     | Casterman    |
| 2020  | Hubert et Zanzim                      | Peau d'homme                                                | Glénat       |
| 2021  | Simon Spruyt                          | Le Tambour de la Moskova                                    | Le Lombard   |
| 2022  | Aurélia Aurita                        | La Vie gourmande                                            | Casterman    |
| 2023  | Charles Berbérian                     | Une éducation orientale                                     | Casterman    |
| 2024  | Luz                                   | Deux filles nues                                            | Albin Michel |